# Vardanes, o Turco
- alcunha: apelido
- a alcunha: o apelido
- a sua alcunha: o seu apelido
- alcunhado: de cognome
- académicos: acadêmicos
- arménio: armênio
- arménia: armênia
- crónica: crônica
- económica: econômica
- económicas: econômicas
- sócio-económico: sócio-econômico

Vardanes (em latim: Vardanes; em grego: Βαρδάνης, Bardánēs; em armênio: Վարդան, Vardan; em parta: *Vardān), alcunhado o Turco (em grego: ὁ Τοῦρκος, ò Tourkos;  fl. 795 — 803), foi um general bizantino de origem arménia que ficou conhecido por ter liderado uma rebelião fracassada contra o imperador Nicéforo I, o Logóteta (r. 802–811) em 803. Apesar de ter sido um dos principais apoiantes da imperatriz Irene de Atenas (r. 797–802), pouco depois desta ter sido destronada, Vardanes foi nomeado por Nicéforo como comandante em chefe dos exércitos da Anatólia. Foi nessa posição que lançou uma revolta em julho de 803, provavelmente por discordar das políticas económicas e religiosas de Nicéforo. As suas tropas marcharam para Constantinopla mas não obtiveram apoio popular. Entretanto, alguns dos seus principais apoiantes abandonaram-no e, relutante em enfrentar as forças lealistas em batalha, decidiu render-se. Retirou-se como monge para um mosteiro que tinha fundado, onde foi cegado, possivelmente por ordens de Nicéforo.

## Nome
Vardanes (Βαρδάνης, Bardánēs) ou Vardânio (em latim: Vardanius; em grego: Βαρδάνιος, Bardánios) é a forma latina do persa médio Vardã (*Wardān), que pode ter derivado do parta vard- (em iraniano antigo *vr̥da-), "rosa", ou do iraniano antigo vard-, "virar". Foi registrado em grego como Ordanes (Ὀρδάνης, Ordánēs), Ordones (Ὀρδωνης, Ordōnēs) e Uardanes (Οὐαρδάνες, Ouardánēs), em aramaico de Hatra (wrdn) e armênio como Vardã (Վարդան, Vardan) e em georgiano como Vardã (em georgiano: ვარდან), Vardan) e Vardém (ვარდენ, Varden). Durante o Império Bizantino, por vezes foi usado como sinônimo do aparentado Bardas, a helenização do armênio Varde.

## Origem e início de carreira

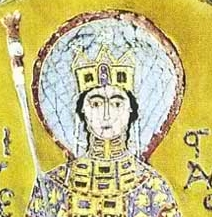
Imagem da imperatriz Irene de Atenas na Pala d'Oro, um retábulo da Basílica de São Marcos de Veneza

Nada se conhece sobre a juventude de Vardanes. A generalidade dos historiadores modernos consideram-no um arménio com base na origem de seu nome, enquanto que a sua alcunha "Turco", posta após a sua revolta, provavelmente de forma depreciativa, pode indiciar origem cazar. Provavelmente era o patrício Bardânio que aparece na crónica de Teófanes, o Confessor escrita em meados de da década de 790. Em 795, esse Bardânio era doméstico das escolas e foi enviado para prender o monge Platão de Sacúdio por este se opor ao segundo casamento do imperador Constantino VI (r. 780–797) com Teódota, sobrinha de Platão. Em 797, como estratego (governador militar) da tema (região militar) Tracesiano, o mesmo Bardânio apoiou a imperatriz-mãe Irene quando usurpou o trono ao seu filho Constantino VI. Na segunda-feira de Páscoa, 1 de abril de 799, é referido como um dos Patrícios que, juntamente com Nicetas Trifílio, Sisínio Trifílio e Constantino Boilas, conduziu os cavalos da carruagem da imperatriz numa procissão triunfal desde o palácio até à Igreja dos Santos Apóstolos.
Irene foi destronada e enviada para o exílio pelo logóteta geral (ministro das finanças) Nicéforo em 31 de outubro de 802. Por essa altura, Vardanes era patrício e estratego dos tracesianos, mas em breve foi transferido para o comando da poderosa Tema Anatólico. Ao que parece, nos anos seguintes o imperador Nicéforo nomeou Vardanes para o posto de monoestratego ("general único", ou seja e na prática, comandante em chefe) das cinco temas terrestres da Anatólia, um título só conferido em casos excecionais. A motivação de Nicéforo seria provavelmente a de preparar uma campanha contra os árabes após ter-se recusado continuar a pagar o tributo anual ao Califado Abássida. De salientar que não há certeza que essa nomeação tenha realmente acontecido, pois Vardanes só é mencionado como monoestratego por fontes posteriores, enquanto as fontes quase contemporâneas só o mencionam como estratego do Tema Anatólico. É possível que os autores posteriores tenham interpretado erroneamente o seu título como significando "general de todo o Oriente" (Anatole).

## Revolta

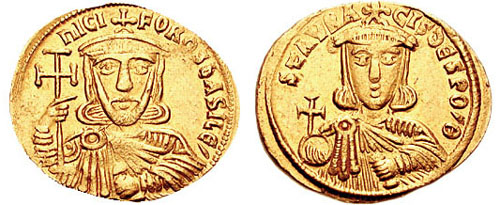
Soldo de ouro de e do seu filho Estaurácio

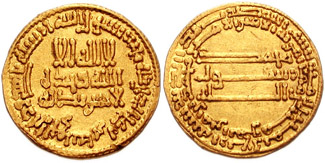
Dirrã de Harune Arraxide r.

Em julho de 803, um exército abássida comandado por Alcacim, um filho do califa Harune Arraxide (r. 786–809), começou a avançar para a fronteira bizantina. Devido a Nicéforo ter fraturado o pé no início de maio, coube a Vardanes comandar o exército bizantino contra os árabes, para o que reuniu as tropas das várias temas da Anatólia. Em meados de julho (a data varia conforme os historiadores como 16, 18 ou 19 de julho), Vardanes foi proclamado imperador pelas tropas reunidas dos temas Anatólico, Tracesiano, Opsiciano e Bucelário. O Tema Armeníaco não se juntou à revolta, possivelmente devido à sua tradicional rivalidade com o Anatólico ou devido a ainda não se ter reunido ao resto do exército. Também tem sido posta a hipótese de Vardanes ter participado na supressão da revolta dos Armeníacos de 793, deixando uma memória hostil em relação a si entre as tropas daquele tema.
Os cronistas bizantinos que relataram a revolta de Vardanes estão de acordo em relação às motivações das tropas serem principalmente de índole económica. Nicéforo tinha iniciado uma política orçamental de austeridade para consolidar as finanças do império, a qual incluiu a revogação da isenção de impostos sucessórios para os soldados. Além disso, ao que parece houve períodos em que os soldados ficaram sem receber salário. Por seu lado, Vardanes tinha boa reputação nesse domínio, pois repartia com os soldados o produto das pilhagens das campanhas contra os árabes.
As motivações de Vardanes são menos claras. Segundo os cronistas bizantinos, ele aceitou a aclamação com relutância, depois de insistir com soldados para que o autorizassem a ir-se embora. Mas de acordo com outra versão, antes da revolta, Vardanes, acompanhado dos seus principais associados, Tomás, o Eslavo, Leão, o Arménio e Miguel, o Amoriano, visitou um homem santo em Filomélio para saber as possibilidades de sucesso da revolta. O monge profetizou corretamente que a rebelião fracassaria, que Tomás também viria a iniciar outra revolta e que Leão e Miguel reinariam como imperadores. Se isto for mesmo verdade e não uma invenção posterior, pode indicar que Vardanes planeou a sua revolta antecipadamente.

Mapa das temas (regiões militares) terrestres da Trácia e Anatólia e da fronteira bizantina-árabe c. de 780, vinte anos antes da revolta de Vardanes

Além da sua ambição pessoal, Vardanes era também um membro da aristocracia rural e um devoto iconófilo, que apoiava o regime da imperatriz Irene, sendo por isso visto pelas elites tradicionais como um representante da oposição às políticas de Nicéforo, tanto no campo religioso, onde o imperador mantinha uma atitude cautelosamente neutra em relação a iconoclastas e iconófilos, como no campo sócio-económico, onde novos impostos relacionados com a propriedade de terras e a expropriação de propriedades da igreja feriam os seus interesses. O historiador Warren Treadgold vai mais longe e sugere que a revolta foi uma reação contra a usurpação de Nicéforo e tinha como objetivo, pelo menos aparente, a reposição de Irene no trono. Contudo, a morte desta em Lesbos a 8 de agosto, retirou aos rebeldes qualquer crédito de legitimidade.
A revolta teve lugar provavelmente em Amório, a capital do Tema Anatólico. Daí, o exército rebelde, constituído por quase metade das forças militares do império, marchou para norte e para oeste, seguindo a estrada militar para Nicomédia e depois para Crisópolis, a cidade situada na margem do Bósforo em frente da capital imperial, Constantinopla. Vardanes esteve aí acampado durante oito dias, esperando um possível levantamento contra Nicéforo no interior da capital em resposta à sua própria rebelião. Dado que isso não aconteceu e a populaça se mostrou pouco entusiástica, ele retirou para a grande base militar em Malagina, no norte da Bitínia. Ali, dois dos seus associados, Miguel, o Amoriano, e Leão, o Arménio, abandonaram-no e foram por isso bem recompensados por Nicéforo. Miguel tornou-se conde da tenda e Leão foi nomeado comandante do regimento dos federados.
Esta deserção desencorajou Vardanes ainda mais e, relutante em enfrentar o exército lealista em batalha, optou por negociar a rendição através da mediação de José, o hegúmeno (abade) do mosteiro de Catara, que tinha feito o segundo casamento de Constantino VI. Vardanes recebeu uma carta assinada pelo patriarca Tarásio e vários senadores proeminentes que garantia que nem ele nem qualquer dos seus subordinados seria punido se se rendessem. Como prova adicional de boa fé, Nicéforo enviou a sua cruz de ouro juntamente com a carta. A 8 de setembro de 803, Vardanes deixou o seu exército em Malagina e dirigiu-se ao mosteiro de Heráclio, em Cio (Prúsias do Mar; Prusias ad Mare), no Mar de Mármara, e daí embarcou num navio enviado por Nicéforo para o mosteiro que ele próprio tinha fundado na ilha de Prote (atualmente Kınalıada), onde ingressou como monge.

## Rescaldo e consequências

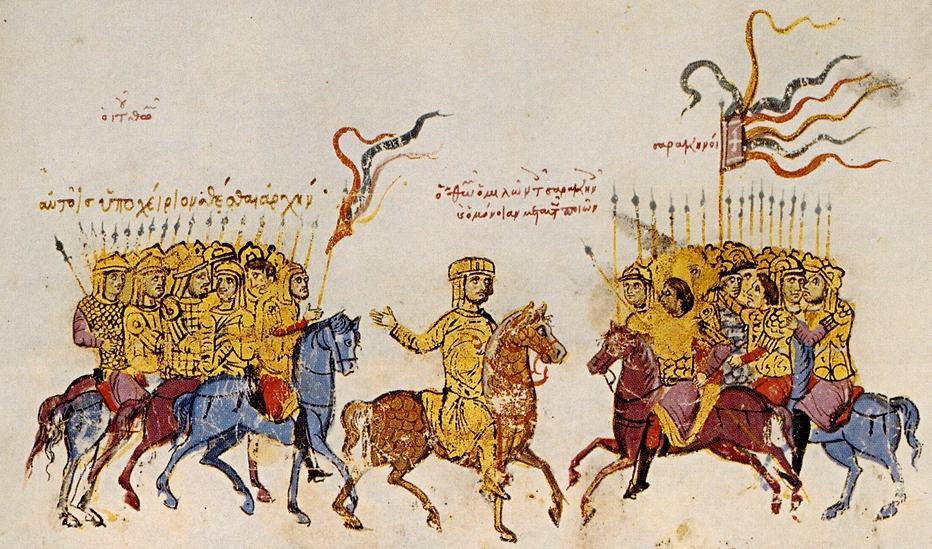
Iluminura da crónica Escilitzes de Madrid representando Tomás, o Eslavo, um dos comandantes de Vardanes que se autoproclamou imperador no início da década de 820, a negociar com os árabes vestido como imperador

Depois da retirada de Vardanes, Nicéforo demitiu-o formalmente dos seus cargos e confiscou grande parte das suas propriedades. Os outros generais dos temas que participaram na revolta foram igualmente demitidos dos seus postos, bem como vários bispos proeminentes da Anatólia Ocidental, enquanto os soldados ficaram sem receber salário durante um ano.
Apesar das garantias, em dezembro de 803 ou em 804, um grupo de soldados  "licónios" (possivelmente paulicianos) desembarcaram em Prote e cegaram Vardanes. Este ato foi altamente simbólico, pois esse era um castigo usual para os rebeldes e heréticos, bem como para imperadores depostos e rivais políticos, para evitar que se tornassem novamente uma ameaça. É muito provável que a punição tivesse sido ordenada pelo próprio imperador, apesar de posteriormente Nicéforo ter jurado publicamente perante o Senado que nada tinha tido a ver com o sucedido. Muitos académicos acreditam no envolvimento direto de Nicéforo, mas Treadgold acredita que os soldados tivessem agido por conta própria, já que Vardanes já não constituía uma ameaça credível para o imperador. Seja como for, apesar das pressões do patriarca e do Senado para punir os soldados e da garantia nesse sentido de Nicéforo, os soldados acabaram por não receber qualquer castigo.
A revolta de Vardanes enfraqueceu temporariamente Bizâncio, principalmente na sua capacidade para lidar com a ameaça árabe a leste, mas a invasão de Alcacim teve pouco alcance, e a intervenção em muito maior escala do seu pai Harune Arraxide pouco depois também não resultou em quaisquer confrontos militares importantes. Harune retirou depois de ter sido acordada uma trégua em troca duma importância modesta. Deste modo, a revolta não afetou seriamente o exército nem a maior parte da Anatólia. No entanto, foi um sinal da insatisfação dos soldados com Nicéforo, que voltaria a manifestar-se em anos subsequentes e seria uma constante fonte de distúrbios ao longo do seu reinado.

## Família

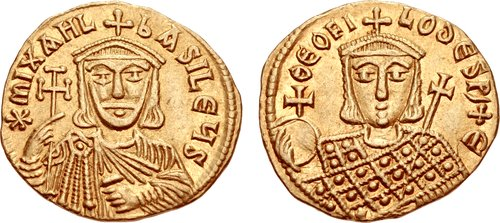
Soldo de r. e seu filho Teófilo

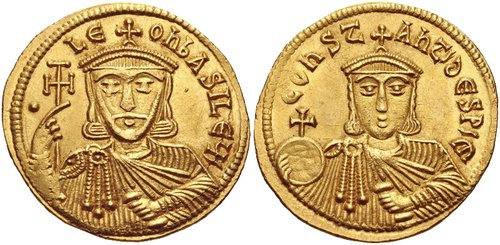
Soldo de r.

Vardanes foi casado com uma mulher chamada Domênica, com quem teve vários filhos. Tecla, esposa de Miguel II, o Amoriano, é frequentemente identificada como uma das filhas, pois as crónicas Teófanes Continuado e de José Genésio relatam que Vardanes casou uma das suas filhas com Miguel e outra com um dos seus ajudantes.
Warren Treadgold identifica a segunda filha com uma mulher chamada ou alcunhada "Barca", que ele identifica como sendo a primeira esposa de Leão V, o Arménio e de quem este se divorciou pouco depois de ascender ao trono imperial em 813, para se casar com Teodósia. Barca teria sido a verdadeira mãe do primogénito de Leão, Simbácio (que reinou como coimperador com o nome de Constantino). No entanto, não há quaisquer provas de que Leão tenha casado com outra mulher além de Teodósia. Leão é também referido como o "primo" de Vardanes, mas não é claro se isso deve ser levado à letra ou se teria o sentido de "cunhado". Se fossem realmente primos, a relação familiar impediria o casamento. A história é provavelmente uma simples invenção posterior, inspirada pelo casamento de Tecla com Miguel.
Sabe-se da existência de um filho de nome Briênio ou Brienes, que detinha um alto cargo oficial em 813. Há também registo duma filha solteira da qual não se conhece o nome, bem como de vários outros filhos mais pequenos em 803. Juntamente com Domênica, os filhos de Vardanes ficaram com parte da fortuna do pai, tendo outra parte sido dada aos pobres e o resto para fundar um pequeno mosteiro em Constantinopla, para onde se retiraram.